# Nusa Penida
Nusa Penida je ostrov ležící jihovýchodně od Indonéského ostrova Bali a okres v Klungkungském regentství. Od Bali ostrov odděluje Badungský průliv. Vnitrozemí Nusa Penida je kopcovité s maximální nadmořskou výškou 524 metrů. Je sušší než nedaleký ostrov Bali. Je zde jen velmi omezená turistická infrastruktura.
Poblíž Nusa Penida jsou dva malé ostrovy: Nusa Lembongan a Nusa Ceningan, které jsou rovněž součástí téhož okresu (kecamatan). Stejnojmenný kecamatan měl při sčítání lidu v roce 2010 úředně evidovaný počet obyvatel 45 178, kteří žili na ploše 202,6 km². Oproti předchozímu sčítání o 10 let dříve došlo jen k nepatrné změně.